# The Playboy Mansion (sång)
The Playboy Mansion är den nionde låten på U2:s album Pop från 1997.